# 115950 Kocherpeter
115950 Kocherpeter este un asteroid din centura principală de asteroizi.

## Descriere
115950 Kocherpeter este un asteroid din centura principală de asteroizi. A fost descoperit pe 18 noiembrie 2003 la Vicques de Michel Ory. Asteroidul prezintă o orbită caracterizată de o semiaxă mare de 2,59 ua, o excentricitate de 0,23 și o înclinație de 2,9° în raport cu ecliptica.